# 郝潤澤
郝潤澤（1997年5月3日—），中國足球運動員。其父为中國退役足球球星郝海东，继母为羽毛球運動員葉釗穎。

## 生平
郝潤澤十四岁时，前往西班牙接触专业足球。2015年，以选手身份参加浙江卫视综艺节目《我不是明星》。2020年6月，郝潤澤遭所屬的塞爾維亞球隊尼什工人隊解僱，有部分媒體認為他被解僱是因為郝海東發表反對中国共产党的言論後受到中国政府施壓，但尼什工人隊否认，称解约原因是合同到期。